# Hardella thurjii
Genre
Espèce
Synonymes
- Emys thuryi Gray, 1830
- Emys thurjii Gray, 1831
- Emys flavonigra Lesson, 1831
- Kachuga oldhami Gray, 1869
- Hardella indi Gray, 1870
- Batagur falconeri Lydekker, 1885
- Batagur cautleyi Lydekker, 1885

Statut de conservation UICN

 VU A1cd+2cd : Vulnérable
Statut CITES
Hardella thurjii, unique représentant du genre Hardella, est une espèce de tortues de la famille des Geoemydidae.

## Répartition
Cette espèce se rencontre :
- au Bangladesh ;
- en Inde, dans les États d'Assam, de Bihar, de Madhya Pradesh, de Meghalaya, de Penjab, d'Uttar Pradesh et du Bengale-Occidental ;
- au Népal ;
- au Pakistan.

## Publications originales
- Gray, 1831 : Synopsis Reptilium or short descriptions of the species of reptiles. Part I: Cataphracta, tortoises, crocodiles, and enaliosaurians. Treuttel, Wurz & Co., London, p. 1-85 (texte intégral).
- Gray, 1870 : Supplement to the Catalogue of Shield Reptiles in the Collection of the British Museum. Part 1, Testudinata (Tortoises). London, Taylor and Francis, p. 1-120.